# 盐芥属
盐芥属（学名：Thellungiella）是十字花科下的一个属，为一年生或二年生小草本植物。该属共有2种，分布于亚洲北部、北美洲西部。